# Sempu (vulkaan)
De Sempu is een 3 kilometer brede caldera op het Indonesische eiland Sulawesi in de provincie Noord-Sulawesi. De top heeft een hoogte van 1549 meter.